# Tim Cochran
Tim Cochran   (Filadèlfia, 7 d'abril de 1955 - 16 de desembre de 2014) fou un matemàtic especialitzat en el cap de la topologia. Contribuí en els camps de la topologia en dimensions baixes, la teoria de nusos i les àlgebres associades. Fou també professor de matemàtiques a la Universitat de Rice.